# Comuna Făleștii Noi, Fălești
Comuna Făleștii Noi este o comună din raionul Fălești, Republica Moldova. Este formată din satele Făleștii Noi (sat-reședință) și Pietrosul Nou.

## Demografie
Conform datelor recensământului din 2014, comuna are o populație de 2.067 de locuitori. La recensământul din 2004 erau 2.373 de locuitori.

## Administrație și politică
Componența Consiliului local Făleștii Noi (11 consilieri), ales la 5 noiembrie 2023, este următoarea:
|  | Partid                                       | Consilieri | Componență | Componență | Componență | Componență | Componență | Componență | Componență | Componență | Componență |
|  | -------------------------------------------- | ---------- | ---------- | ---------- | ---------- | ---------- | ---------- | ---------- | ---------- | ---------- | ---------- |
|  | Partidul Social Democrat European            | 9          |            |            |            |            |            |            |            |            |            |
|  | Partidul Socialiștilor din Republica Moldova | 1          |            |            |            |            |            |            |            |            |            |
|  | Partidul „Patrioții Moldovei”                | 1          |            |            |            |            |            |            |            |            |            |